# کائده هوندو
کاید هوندو (انگلیسی: Kaede Hondo; ۶ مارس ۱۹۹۶ – ) صداپیشه اهل ژاپن بود. وی از سال ۲۰۱۵ میلادی تاکنون مشغول فعالیت بوده‌است.